# Liman

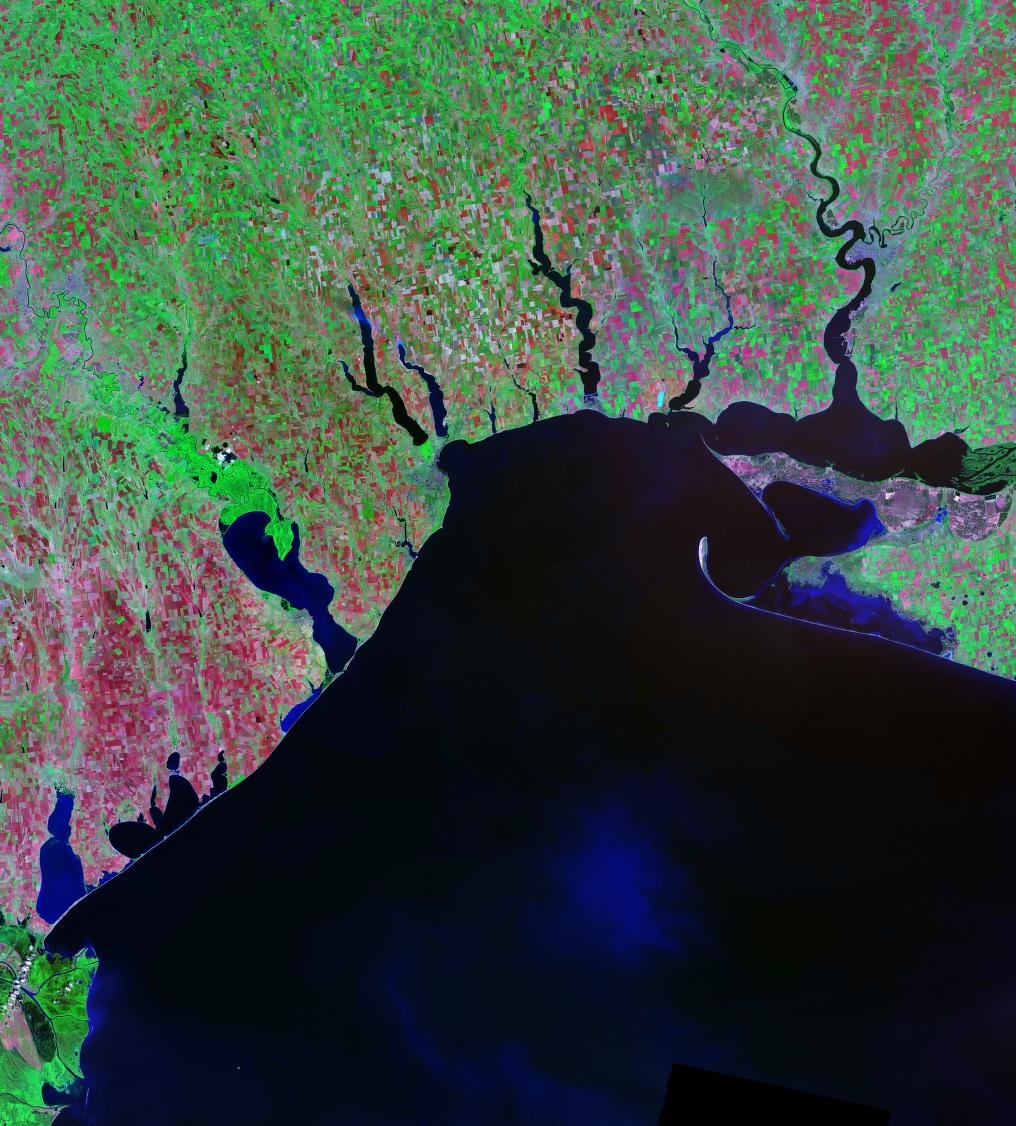
A costa noroeste do Mar Negro e seus limanes.

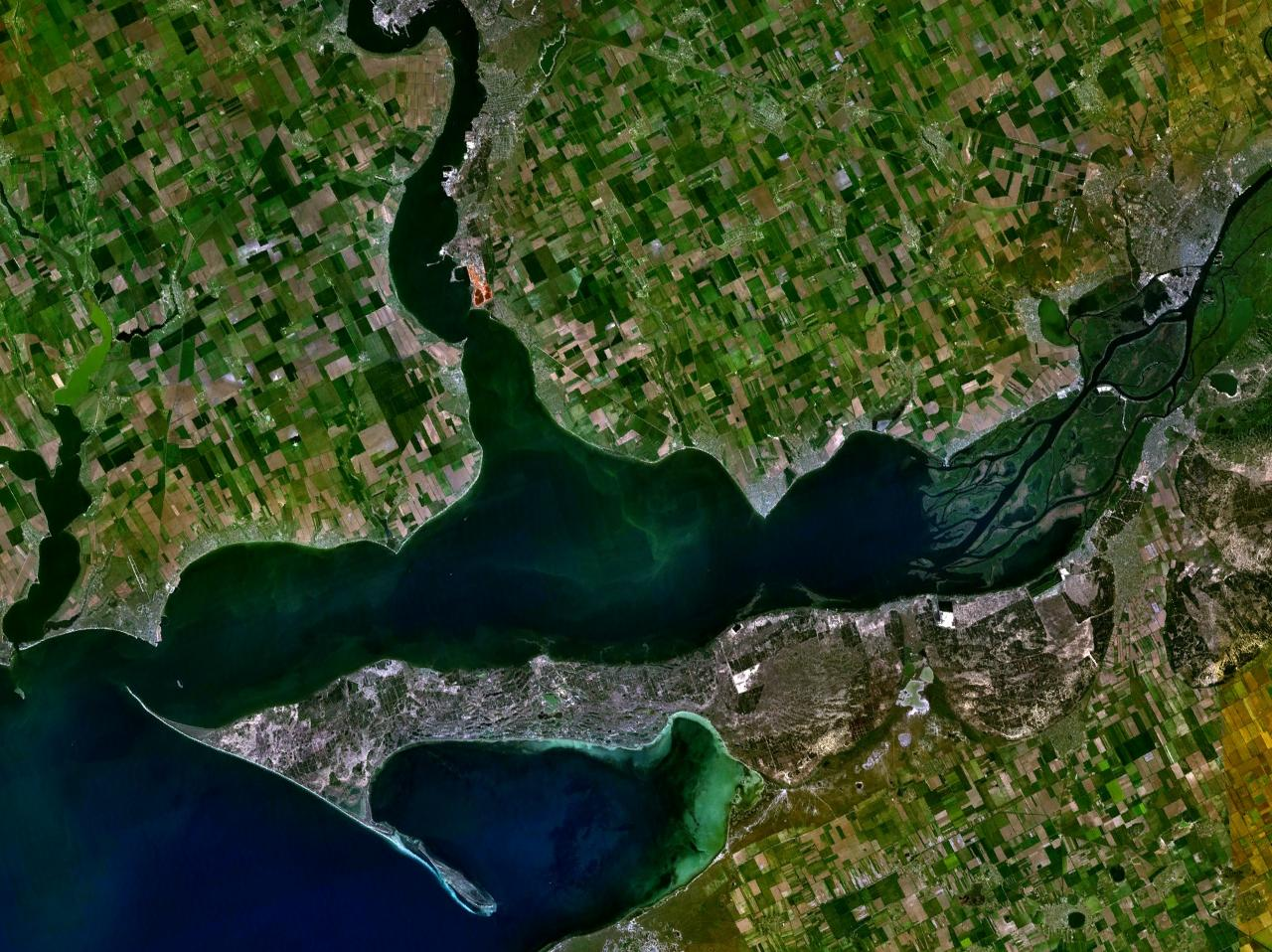
Liman que formam os estuários dos rios Dnieper e o Bug Meridional

Um liman é uma espécie de lago, baía ou estuário que se forma na foz de um rio quando o fluxo está bloqueado por um cordão litoral ou uma barra de sedimentos. Os limanes podem ser marinhos (quando a barra é criada por ação de uma corrente marinha) ou fluviais (quando a barra é criada pelo fluxo de um rio maior numa confluência).
O nome liman é usado sobretudo para caracterizar as costas setentrionais e ocidentais do mar Negro, bem como o curso inferior do rio Danúbio. Exemplos de limanes são o lago Varna (na Bulgária), o lago Razelm (na Roménia) e o liman do Dniester (na Ucrânia). Também os geógrafos russos têm usado o termo em outros lugares, como por exemplo no extremo norte-oriental da Sibéria, o liman de Anadyr, no Okrug Autónomo de Chukotka e o liman do Amur.
O liman resulta de um processo circunstancial. Em particular, o rio desagua num mar muito arenoso cujas margens são sensivelmente retilíneas. Assim, a deriva litoral transporta constantemente areia que se vai acumulando na boca do estuário, que pode formar uma ou várias lagoas que comunicam com o mar.

## Etimologia
Etimologicamente provém do russo лиман (liman), que por sua vez provém do grego medieval λιμένας, que significa baía ou porto. A palavra foi difundida pelos turcos quando ocuparam a costa oeste e norte do mar Negro, dando-lhe o significado de porto, abrigo ou refúgio. Em búlgaro, romeno, ucraniano e russo, a palavra define o estuário particular do liman do Dniester.